# Elbe Stevens
Pour les articles homonymes, voir Stevens.
 (janvier 2019).
Si vous disposez d'ouvrages ou d'articles de référence ou si vous connaissez des sites web de qualité traitant du thème abordé ici, merci de compléter l'article en donnant les références utiles à sa vérifiabilité et en les liant à la section « Notes et références ».
Elbe Stevens, né aux Pays-Bas, est un réalisateur, producteur et scénariste néerlandais.

## Filmographie

### Réalisateur
- 2013 : OVER[2]
- 2014 : De Smet[3]

### Producteur et scénariste
- 2015 : Isabelle et le Secret de d'Artagnan de Dennis Bots[4]
- 2016 : Sprokkelhout de Lucas Camps